# Taloje Panchnad
Taloje Panchnad is een census town in het district Raigad van de Indiase staat Maharashtra. 

## Demografie
Volgens de Indiase volkstelling van 2001 wonen er 10.858 mensen in Taloje Panchnad, waarvan 54% mannelijk en 46% vrouwelijk is. De plaats heeft een alfabetiseringsgraad van 68%. 